# São Mateus (São Paulo)
Cidade São Mateus é um bairro localizado no distrito homônimo do município de São Paulo. Sua área é de 13,2 km² e em 2010 tinha uma população 155.140 habitantes.
A maior parte população possui renda média. Existe, ainda, uma grande concentração de comércio, concentrada na principal via do bairro, a avenida Mateo Bei. Por São Mateus também passa a maior avenida do Brasil, em extensão, a Sapopemba, além de estar localizado ao lado da região do ABC Santo André, e distritos como o Aricanduva e Tatuapé.[carece de fontes?]
O centro de São Mateus é uma das partes mais procuradas pelo comércio, devido ao retorno alto para comerciantes.[carece de fontes?]

## História
O bairro teve origem em 1948, quando Mateo Bei, resolveu lotear o terreno comprado pela sua família (família Bei) dois anos antes. Em 1949 surgiu o primeiro estabelecimento comercial, o Empório do Eustáquio. Três anos depois a empresa de ônibus Cometa ligou o bairro com a Avenida Sapopemba.